# 施密特攝星儀

施密特攝星儀的光路圖

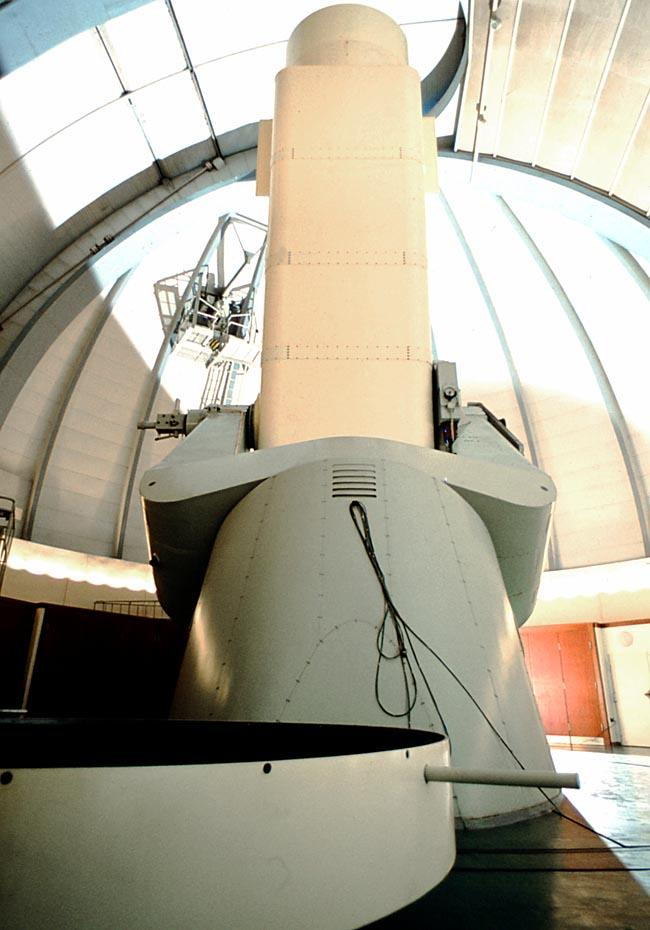
直径2m的阿爾弗雷德·詹希（Alfred Jensch）望远镜，位於德國图林根陶騰堡卡尔·史瓦西天文台，是世界上最大的施密特攝星儀

施密特攝星儀（Schmidt camera）是一種設計用於廣視野但像差很小的天文照相機。
其他相似的設計有賴特攝星儀和Lurie-Houghton望遠鏡。

## 發明和設計
施密特攝星儀是伯恩哈德·施密特在1930年發明的 。他的光學構造是以易於磨製的球面鏡做主鏡，和位於主鏡曲線前方的非球面鏡的修正透鏡，也就是熟知的修正板，底片或其他的檢測設備安置在攝星儀內部的焦點上。在設計上都允許快速的焦比和控制住彗形像差和球面像差。
施密特攝星儀的焦平面有很明顯的弧度(曲率)，因此使用的底片、乾版、或其他的檢測器都必須有相對應的弧度。在某些情況下，檢測器被製作出彎曲的弧度，在其他平面的媒介上則依據焦平面的形狀使用螺栓或固定夾來調整，或是應用真空牽引。有時也會使用平場，-以他最簡單的形式，以一個平凸透鏡直接緊貼著底片。使用這種透鏡的稱為施密特-維薩拉攝星儀。

## 應用
施密特攝星儀典型的使用是在需要附蓋大片天空的研究計畫，做為巡天探測的儀器。這些包括天文學勘查、彗星和小行星的搜尋、新星的偵查。 
另一方面，施密特攝星儀和衍生的設計經常用於追蹤地球的人造衛星。
從1970年代早期，Celestron開始銷售8英吋的施密特攝星儀，大約生產了300架左右。照相機使用低膨脹係數的金屬製造，並且在工廠就已經調整好焦距，因此在使用實無須重新聚焦。早期的框架一次只能拍攝一張，而且使用者必須自行裁剪35mm的底片和發展自己的框架。
施密特系統被普遍的使用在背投式的投影機系統。大的施密特投影機用在劇院，但小的系統，像是8吋大的，被用在家庭或較小的場地。
最受爭議但也最有生產力的施密特攝星儀是帕洛马山天文台的奧斯欽施密特攝星儀。它曾使用在國家地理學會贊助的帕羅馬巡天（POSS）、POSS-Ⅱ、帕羅馬-來登巡天（小行星）和其他的計畫中。使用在羅威爾天文台近地小行星搜尋計畫（LONEOS）的望遠鏡也是施密特攝星儀。

## 延伸的設計

### 無透鏡施密特式
在施密特之前的設計，是將望遠鏡的口徑限制在f/10，以消除球面像差的問題，這樣雖然消除了球面像差，但也限制了短焦望遠鏡的廣視野能力。雖然這樣做耗費了集光能力，但在伯恩哈德·施密特發明他的修正板之前，如此的設計卻是著名的，被稱為"無透鏡施密特"的設計。

### 施密特-維薩拉式
與伯恩哈德·施密特同時代的施密特攝星儀，由爾約·維薩拉（Yrjö Väisälä）教授設計但未曾出版，僅在1924年的演講中以註解提到有相同的設計：困難的球面焦平面。而他一看到了施密特的出版品，就在底片架之前安裝了一個雙凸透鏡，即時解決了焦平面的問題。這個最終的系統就稱為施密特-維薩拉攝星儀或直接稱為維薩拉攝星儀。

### 貝克-施密特式
在1940年，哈佛大學的詹姆士·貝克改善了施密特攝星儀的設計，加入一片凸鏡做為次鏡，將光線反射回主鏡。因此乾片可以在靠近主鏡的附近面朝向著天空擺放。這種改變稱為貝克-施密特攝星儀。

### 貝克-紐恩式
貝克-紐恩式是貝克博士和約翰·紐恩設計的，以一個小的更靠近攝星儀焦點的三片鏡組合修正透鏡來取代貝克-施密特攝星儀的修正版。從1950年至1970年代中期，曾有一打口徑20英吋，每個重3.5頓的貝克-紐恩攝星儀被史密松天體物理台用在人造衛星的追蹤上。

### 梅森-施密特式
梅森-施密特攝星儀的主鏡是凹面的拋物面鏡，一個凸的球面鏡做為次鏡，還有第三個鏡片是凹的球面鏡。

### 施密特-牛頓式
加入一個與光軸相交45°的平面鏡做為次鏡，將光線由鏡筒側面反射出來的施密特型設計創造了施密特-牛頓望遠鏡。

### 施密特-卡塞格林式
加入一個凸面鏡做為次鏡，將光線反射回主鏡中心貫穿的洞孔的設計稱為施密特-卡塞格林望遠鏡。
最後這兩種設計被望遠鏡製造廠商廣泛的使用，因為它們不僅緻密而且只需要使用簡單的球面鏡。

## 外部連結
- Jim Schwilling - "BAKER-NUNN Satellite Tracking Camera"